# Євтушенко Олександр Іванович
Олександр Євтушенко (нар. 10 липня 1948, Київ, УРСР — пом. 26 листопада 2016, Хмельницький, Україна) — радянський український футболіст, нападник та півзахисник.

## Життєпис
Народився 10 липня 1948 року в Києві. Вихованець столичного «Динамо», перший тренер — Євген Лемешко. Дорослу футбольну кар'єру розпочав 1965 року в складі київського «Динамо-2», яке того сезону виступало в Класі «Б». Олександр у футболці другої динамівської команди зіграв 2 поєдинки та відзначився 1 голом.
На початку наступного року приєднався до «Шахтаря». У футболці олександрійських «гірників» зіграв 18 матчів (1 гол) у Класі Б та 2 матчі (1 гол) у кубку СРСР. По ходу сезону 1966 року переїхав до Хмельницького, де підсилив місцеве «Динамо». У 1966 році встиг зіграти 8 матчів у Класі «Б». Наступного сезону виходив на поле частіше — 27 матчів (2 гол) у чемпіонаті СРСР. У команді провів вісім з половиною сезонів, за цей час у чемпіонатах СРСР відзначився 51-м голом. Футбольну кар'єру завершив 1975 року в складі аматорського колективу «Трактор» (Хмельницький).
Помер 26 листопада 2016 року в Хмельницькому.